# Синьов Віктор Миколайович
Віктор Миколайович Синьов (14 березня 1940, Київ — 15 квітня 2025) — український науковець, заслужений юрист України, доктор педагогічних наук, дійсний член Національної академії педагогічних наук України, заслужений професор Національного педагогічного університету імені М. П. Драгоманова.

## Біографія
Народився в сім’ї відомих артистів естради – Марії Захарівни Леонідової та Миколи Михайловича Синьова.

## Нагороди і відзнаки
Заслужений юрист України